# Caussou
 Caussou  es una población y comuna francesa, en la región de Mediodía-Pirineos, departamento de Ariège, en el distrito de Foix y cantón de Les Cabannes.

## Demografía
| 173 | 145 | 119 | 95 | 72 | 84 |
| Para los censos de 1962 a 1999 la población legal corresponde a la población sin duplicidades (Fuente: INSEE [Consultar]) |     |     |    |    |    |